# Alien (franciză)
Seria de filme Alien este o franciză de filme științifico-fantastice și de groază care se concentrează pe povestea locotenentului Ellen Ripley (interpretat de Sigourney Weaver) și pe lupta ei cu o formă de viață extraterestră, denumită în continuare "Alien". Produs de 20th Century Fox, seria a început cu filmul Alien din 1979, care a avut 3 continuări, precum și numeroase cărți, benzi desenate și jocuri video.mn
Referitor la franciza Alien vs. Predator (Alien vs. Predator și Aliens vs. Predator: Requiem), aceasta se bazează pe cele două francize conexe, Alien și Predator.

## Filme

### Alien(1979)
Nava spațială terestră Nostromo vizitează un asteroid pustiu după ce recepționează un semnal necunoscut, descoperind că aceasta provine de pe o navă spațială extraterestră abandonată. În timp ce explorează nava, unul dintre membrii navei Nostromo descoperă un obiect asemănător unui ou, din care iese o creatură care se atașează de fața lui și-l face inconștient. După un timp, parazitul moare și membrul echipajului se trezește, aparent normal. Cu toate acestea, mai târziu, o creatură extraterestră iese din pieptul său, omorându-l, și, după o creștere rapidă, transformându-se într-o creatură de cca. 2 metri, începe să omoare alți membri ai echipajului.

### Aliens(1986)
Acțiunea filmului are loc la 57 ani după cea din primul film. Locotenentul Ellen Ripley descoperă că planetoidul din primul film este în plin proces de terraformare. Atunci când contactul cu colonia este pierdut, Ripley însoțește o echipă de pușcași marini la bordul navei Sulaco.

### Alien 3(1992)
Din cauza unui incendiu la bordul navei Sulaco, un pod de evacuare este eliberat. Acesta se prăbușește peste rafinăria-închisoare de pe planeta Fiorina "Fury" 161. Ripley este singura supraviețuitoare. Fără știrea ei, un ou extraterestru se afla la bordul navei. Creatura se naște în închisoarea de pe planetă și începe un măcel. Mai târziu, Ripley descoperă că există și o regină extraterestră care crește în pântecele ei.

### Alien: Renașterea(1997)
Acțiunea filmului are loc la 200 de ani după Alien 3. Ellen Ripley (Sigourney Weaver) a fost clonată și se găsește într-o navă militară aflată în spațiu USM Auriga. Clonarea s-a bazat pe mostre de sânge aflate pe Fiorina „Fury” 16. Cei din unitatea militară vor să extragă embrionul reginei Alien implantat în corpul lui Ripley înainte de moartea sa din Alien 3.
Extratereștrii scapă din cuștile lor, în timp ce Ripley și mercenarii încearcă să-și salveze viețile și să distrugă nava Auriga înainte ca aceasta să ajungă la destinație, pe Pământ. 

### Prometheus(2012)
Prometheus este un film științifico-fantastic din 2012. Filmul este regizat de Ridley Scott. Filmul a fost inițial conceput ca un prequel direct al filmului din 1979, având acțiunea la aproximativ 30 de ani înainte de evenimentele descrise în film. În schimb, o versiune revizuită a filmului Prometheus se bazează pe o mitologie de sine stătătoare în care echipajul de pe nava Nostromo din primul film Alien descoperă ființe gigantice. Filmările au început în martie 2011.

### Alien: Covenant(2017)
Alien: Covenant este un film științifico-fantastic din 2017 regizat de Ridley Scott. Este al doilea film din noua trilogie, care a debutat cu filmul Prometheus  și face legătura cu evenimentele prezentate în primul film din seria Alien din 1979.

### Filme programate
Whedon a scris un scenariu pentru un film viitor numit Alien 5 în care acțiunea are loc pe Pământ, după ce nava cu extratereștrii ajunge pe planeta noastră. Dar Sigourney Weaver nu a fost interesată de această poveste, ea a căutat să se întoarcă la povestea planetoidului din primul film. A rămas deschisă ideii unui al cincilea film, dar cu condiția să îi placă povestea.

## ProducțiiHome video
- Alien Triple Pack (versiune VHS), 1992, cu primele două filme și un preview de 23 minute din Alien 3[2].
- Alien Trilogy, realizat pentru VHS în 1993, trei casete cu originalul filmelor Alien, Aliens și Alien3[3]
- Alien Saga, versiune japoneză
- Alien Legacy, un set de patru discuri DVD și 4 casete VHS, 1999
- Alien Quadrilogy, 4 DVD-uri, 2003
- Alien Triple Pack, versiune pentru DVD, conține 3 DVD-uri, 2008
- Alien Anthology, șase discuri Blu-ray din 2010, cu două versiuni din fiecare film, conține 60 de ore bonus video și 12000 imagini[4].

## Cărți Alien
Există mai multe romane pe baza francizei Aliens, inclusiv câteva romane scrise de Alan Dean Foster. 

## Benzi desenate
- Aliens
- Alien Loves Predator
- Aliens vs. Predator
- Aliens vs. Predator vs. The Terminator
- Batman/Aliens
- Green Lantern Versus Aliens
- Judge Dredd vs. Aliens
- Superman vs. Aliens
- Superman & Batman vs. Aliens & Predator
- WildC.A.T.s/Aliens